# Dommuseum Salzburg

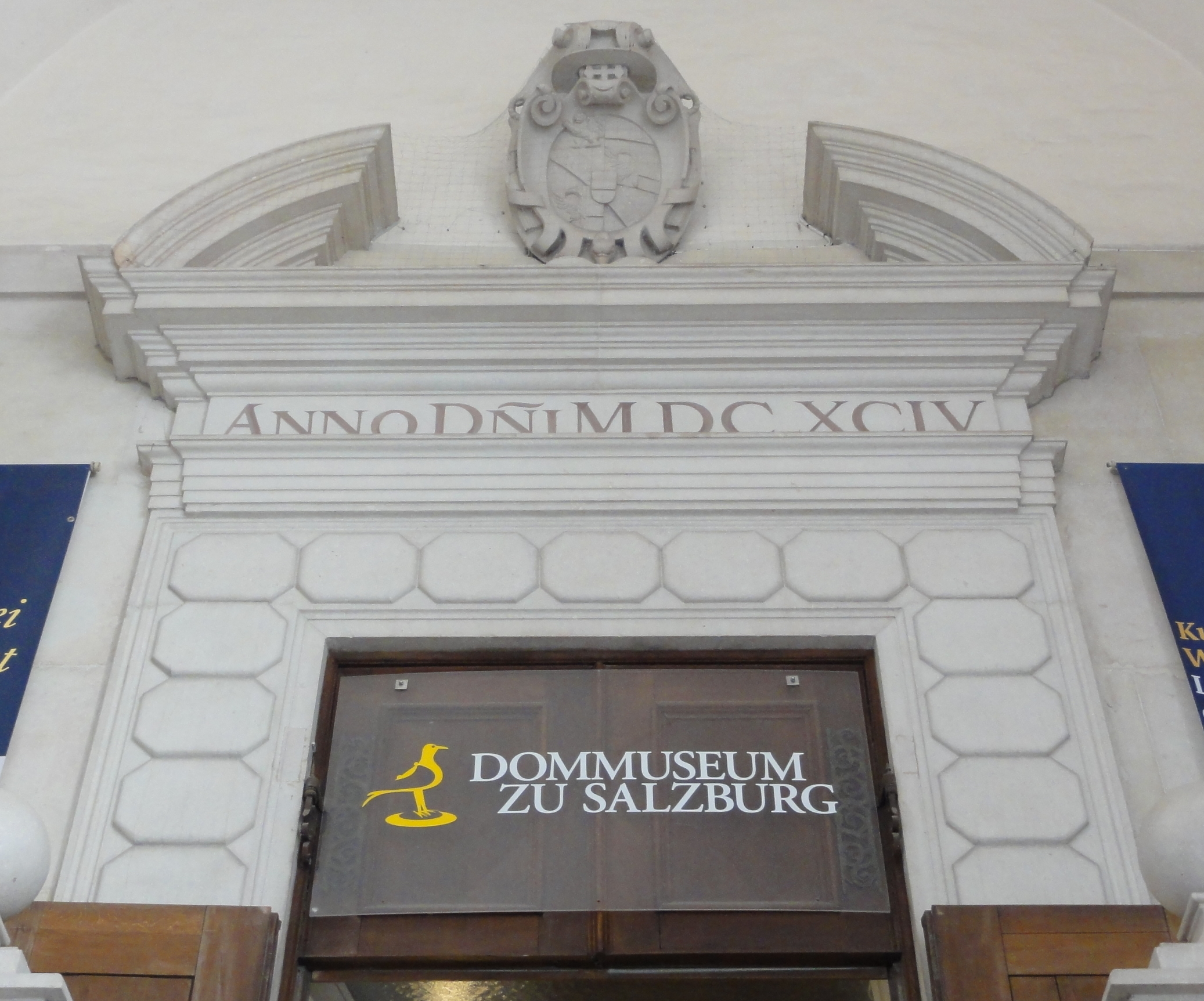
Eingangsschild

Das Dommuseum Salzburg befindet sich im Südoratorium des Salzburger Doms. Das Museum ist zugleich das Diözesanmuseum.

## Geschichte
Schon vor dem Ersten Weltkrieg drängte der Pinzgauer Kanonikus Josef Lahnsteiner, in Salzburg die alte Sammlung zu rekonstruieren und auszustellen und begann auf eigene Faust dafür zu sammeln. 1954 wurden erste Teile der Sammlung anlässlich der neuen Domweihe gezeigt. Der eigentliche Beschluss für die Neugründung eines öffentlich zugänglichen Dommuseums erfolgte 1972. Die Eröffnung erfolgte 1974.
Seit 2014 ist das Dommuseum Teil des DomQuartiers Salzburg.

## Sammlung
Die Dauerausstellung zeigt Kunstschätze des 8. bis 18. Jahrhunderts aus der Erzdiözese Salzburg, unter anderem kostbare liturgische Geräte aus dem Domschatz sowie gotische und barocke Gemälde und Skulpturen aus Kirchen und Klöstern Salzburgs (Meinrad Guggenbichler, Georg Raphael Donner, Johann Michael Rottmayr und Paul Troger).
Wichtige Ausstellungsstücke sind unter anderem
- das Rupertus-Kreuz aus Bischofshofen, das größte erhaltene Metallkreuz des ersten christlichen Jahrtausends, entstanden um Mitte des 8. Jahrhunderts vermutlich in Südengland, das wahrscheinlich schon im ersten Salzburger Dom aufgestellt war
- ein doppelarmiges Reliquienkreuz aus Ungarn (um 1100), möglicherweise das Schwurkreuz der ungarischen Könige
- eine Hostientaube aus Limoges (spätes 13. Jh.)
- eine Tafel des Pfarrwerfener Altars (um 1425/30) mit der Darstellung Christi im Tempel (Festtagsseite) und den Heiligen Leonhart und Rupert (Werktagsseite); eine weitere Tafel des einstigen Altares befindet sich im Salzburg Museum
- eine Madonna aus dem Umkreis Michael Pachers (um 1495/1500)
- das kunstvolle Messbuch (Missale) Wolf Dietrichs von Raitenau (1598/99), ein Werk des Hofgoldschmiedes Hans Karl

## Die Salzburger Kunst- und Wunderkammer
Im südlichen Dombogen befindet sich die in der zweiten Hälfte des 17. Jahrhunderts unter Max Gandolf von Kuenburg und Guidobald von Thun angelegte Kunst- und Wunderkammer. Sie zählte zu den bedeutendsten derartigen Sammlungen Europas. Dort wurden einst auch über 130 kunstvoll geschliffene Bergkristall-Arbeiten (Gläser, Pokale etc.) aus der eigenen fürsterzbischöflichen Schleiferei aufbewahrt, ein Bestand der europaweit nur von den Sammlungen Ludwigs des XIV. und des Herzogs von Savoyen übertroffen wurde.
Nach der Säkularisation wurde der größte Teil der Sammlung gemeinsam mit dem Domschatz widerrechtlich außer Landes gebracht. Vor allem Kurfürst Ferdinand III. von Toskana nahm mit dem Ende seiner Salzburger Regentschaft vieles aus der alten fürsterzbischöflichen Sammlung mit. Verbliebene Stücke raubten die Franzosen in den Napoleonischen Kriegen, einiges auch die Bayern. Nur wenige Stücke blieben in Salzburg in der naturwissenschaftlichen Schausammlung von St. Peter. Ein großer Teil der Salzburger Kunst- und Wunderkammer befindet sich heute im Palazzo Pitti in Florenz.
Erst im Jahr 1974 wurde die Kammer im Sinne einer barocken Kunst- und Wunderkammer rekonstruiert. Die originalen Schaukästen des 17. Jhds enthalten vielfältige Objekte und Kuriositäten aus Kunst, Natur und Technik. Sie sind gegliedert in
1. Rosenkränze, 2. Mineralien, 3. Wissenschaftliche Instrumente, 4. Elfenbeinarbeiten, 5. Steinbockhhorn-Arbeiten, 6. kunstvolle Bergkristall- und Serpentin-Arbeiten (aus der fürsterzbischöflichen Bergkristallschleiferei), 7. exotische Muscheln und Schnecken und 8. Kuriosa. Daneben sind hier auch ausgestopfte Tiere, barocke Globen und Fossilien zu sehen.

## Direktoren
- 1974–1994 Johannes Neuhardt
- 1994–2001 Johann Kronbichler
- 2002–2017 Peter Keller
- seit 2017 Reinhard Gratz